# Nottinghamshire
Nottinghamshire este un comitat în Anglia, situat în regiunea East Midlands. Se învecinează cu South Yorkshire, Lincolnshire, Leicestershire și Derbyshire. Capitala sa este Nottingham.
Lord Byron, precum și autorul D. H. Lawrence au trăit în Nottinghamshire.

## Orașe
- Arnold
- Beeston
- Bingham
- Cotgrave
- Eastwood
- Hucknall
- Kimberley
- Kirkby-in-Ashfield
- Mansfield
- Market Warsop
- Newark-on-Trent
- Nottingham
- Ollerton
- Retford
- Southwell
- Stapleford
- Sutton-in-Ashfield
- Worksop